# Syncephalis glabra
Syncephalis glabra är en svampart som beskrevs av Morini 1902. Syncephalis glabra ingår i släktet Syncephalis och familjen Piptocephalidaceae.   Inga underarter finns listade i Catalogue of Life.